# Terry McGovern (bokser)
„Terrible” Terry McGovern (właściwie John Terrence McGovern, ur. 9 marca 1880 w Johnstown w Pensylwanii, zm. 22 lutego 1918 w Nowym Jorku) – amerykański bokser, zawodowy mistrz świata kategorii koguciej i piórkowej.
Był uważany za jednego z najsilniej uderzających bokserów wagi piórkowej. Pierwsze 15 walk zawodowych stoczył w 1897, a w 1898 kolejnych 15.
12 września 1899 w Tuckahoe zdobył wakujący tytuł mistrza świata w wadze koguciej, po zwycięstwie przez nokaut w 1. rundzie z Anglikiem Pedlarem Palmerem (który był uważany przez niektóre organizacje za mistrza świata). Nie bronił tego tytułu i zrezygnował z niego w 1900, przechodząc do wagi piórkowej.
Zdobył tytuł mistrza świata tej kategorii 9 stycznia 1900 w Nowym Jorku po wygranej przez techniczny nokaut z obrońcą pasa George’em Dixonem. W tym samym roku obronił go, wygrywając kolejno z: Eddiem Santrym (1 lutego w Chicago przez TKO w 5. rundzie), Oscarem Gardnerem (9 marca w Nowym Jorku przez KO w 3. rundzie), Tommym White’em (12 czerwca w Nowym Jorku przez KO w 3. rundzie) i Joe Bernsteinem (2 listopada w Louisville przez KO w 7. rundzie). Również w 1900 zwyciężył w towarzyskich walkach z George’em Dixonem, mistrzem świata wagi lekkiej Frankiem Erne i przyszłym mistrzem świata w tej wadze Joe Gansem.
W 1901 McGovern wygrał w obronie tytułu z Oscarem Gardnerem (ponownie) 30 kwietnia w San Francisco przez KO w 4. rundzie i z Aurelio Herrerą 29 maja w San Francisco przez KO w 5. rundzie. Stracił tytuł 28 listopada tego roku w Hartford, gdy Young Corbett II znokautował go w 2. rundzie. Była to pierwsza porażka McGoverna przez nokaut. Corbett wygrał również w walce rewanżowej 31 marca 1903 w San Francisco przez KO w 11. rundzie.
McGovern nie walczył więcej o tytuł. Kontynuował karierę bokserską do 1908, tocząc m.in. walki no decision z Battlingiem Nelsonem i Young Corbettem II w 1906. Po zakończeniu kariery zaczął wykazywać objawy choroby psychicznej. Przez pewien czas był umieszczony w zakładzie zamkniętym. Zmarł ze szpitalu King’s County Hospital w Brooklynie w Nowym Jorku.
Stoczył w sumie 80 walk, z których wygrał 59, przegrał 5, zremisował 4, a 11 było no decision. Został wybrany w 1990 do Międzynarodowej Bokserskiej Galerii Sławy.